# Benjamin Rocher
Benjamin Rocher (* 20. Jahrhundert in Frankreich) ist ein französischer Regisseur und Drehbuchautor.

## Leben
Benjamin und sein Bruder Raphaël Rocher gründeten gemeinsam mit dem Filmkritiker Yannick Dahan 2003 Empreinte Digitale und die Filmproduktionsgesellschaft Capture the Flag. Das erste gemeinsame Werk war der Kurzfilm Rivoallan. Der erste Spielfilm, den Rocher zusammen mit Yannick Dahan als Regisseur realisierte war der Zombiefilm Die Horde (2009). Rocher wurde zusammen mit Dahan auf dem Filmfestival Fantasporto 2010 für die Horde zwei Mal mit dem International Fantasy Film Award ausgezeichnet, einmal für das Drehbuch und einmal für die beste Kamera. Außerdem gewann er mit Dahan den Sci-Fi-Jurypreis des Gérardmer Film Festivals. 2010 kümmerte sich die Produktionsgesellschaft außerdem um den kanadischen Horrorfilm Territories.
Zusammen mit Thierry Poiraud drehte Benjamin Rocher anschließend einen Mix aus Fußball- und Zombiefilm namens Goal of the Dead – Elf Zombies müsst ihr sein, der in Frankreich pünktlich zur Fußball-Weltmeisterschaft 2014 erschien. Rocher übernahm die erste Hälfte des Films, während Poiraud die zweite Hälfte drehte.
2015 erschien Antigang, der erste Film, bei dem Rocher alleine Regie führte. In dem Film geht es um eine Polizeieinheit, die eine Horde von Kriminellen stoppen will. In der Hauptrolle ist Jean Reno zu sehen.

## Filmografie
- 2000: Hominusrex Creator (Kurzfilm)
- 2008: Rivoallan (Kurzfilm, mit Yannick Dahan)
- 2009: Die Horde (La Horde) (mit Yannick Dahan)
- 2012: Les prophétionnels (Dokumentarfilm, mit Vincent Gonon)
- 2014: Goal of the Dead – Elf Zombies müsst ihr sein (Goal of the Dead) (mit Thierry Poiraud)
- 2015: Antigang